# Josef Sigmund Bühler
Josef Sigmund Bühler (* 4. November 1804 in Büron; † 19. März 1863 ebenda) war ein Schweizer Politiker und Richter. Von 1851 bis zu seinem Tod gehörte er dem Nationalrat an, ab 1860 war er Regierungsrat des Kantons Luzern.

## Biografie
Er war der Sohn des Landwirts Jakob Bühler, dem Gemeindepräsidenten von Büron und Mitglied des Luzerner Grossen Rates. Josef Sigmund Bühler besuchte das Gymnasium in Luzern und die Kantonsschule in Aarau. Anschliessend studierte er Recht an der Albert-Ludwigs-Universität in Freiburg im Breisgau. Ab 1827 war er in Büron als Rechtsanwalt tätig, von 1835 bis 1841 als Oberrichter. 1841 gehörte er dem Verfassungsrat an, im selben Jahr wurde er wie sein Vater vor ihm in den Grossen Rat gewählt.
1844/45 zählte Bühler zu den führenden Freischärlern, die mithilfe von Radikalliberalen aus anderen Kantonen die konservative Kantonsregierung stürzen wollten. Nachdem er in den Prozess gegen den Mörder von Josef Leu verwickelt worden war, floh er in den Kanton Basel-Landschaft und wurde in Abwesenheit zum Tode verurteilt. Zwei Jahre lang blieb er in Liestal und war dort als Anwalt tätig. 1847 sprach man ihn frei, worauf er wieder nach Büron zog. Bühler kandidierte bei den Nationalratswahlen 1851 und wurde im Wahlkreis Luzern-Nord gewählt. Obwohl die Konservativen seine einseitige Parteinahme für Eisenbahninteressen kritisierten, gelang ihm viermal die Wiederwahl. 1860 wählte ihn der Grosse Rat zusätzlich in den Luzerner Regierungsrat, drei Jahre später verstarb er im Amt.
Seine Tochter Maria Bühler war mit dem Aargauer Nationalrat Wilhelm Karl Baldinger verheiratet.